# Maxine Elliott's Theatre
Il Maxine Elliott's Theatre era in origine un teatro di Broadway situato al 109 West 39th Street a Manhattan. Costruito nel 1908, fu progettato dall'architetto Benjamin Marshall della ditta Marshall and Fox con sede a Chicago, che modellò la facciata sul neoclassico Petit Trianon di Versailles. Negli anni successivi, era conosciuto come WOR Mutual Radio Theatre (1941-1944), CBS Radio Playhouse n. 5 (1944-1948) e CBS Television Studio n. 44 o CBS Television Studio Studio 51 (1948-1956). Il teatro fu demolito nel 1960 per far posto allo Springs Mills Building.

## Storia
Il teatro prende il nome dall'attrice americana Maxine Elliott Hicks, che originariamente ne deteneva il 50 per cento, in collaborazione con The Shubert Organization, anche se fu fondato nel 1908 dall'altra attrice famosa di nome Maxine Elliott. La Elliott era una delle poche direttrici di teatro del suo tempo. Lo affittò al Teatro Federale nel 1936; l'anno successivo, fu chiuso dal governo alla vigilia dell'apertura della produzione di Orson Welles di The Cradle Will Rock.
Nel 1941 il teatro divenne uno studio radiofonico e nel 1948 fu convertito per la produzione televisiva, e vi nacquero i primissimi episodi del varietà Toast of the Town di Ed Sullivan (dal 1948 al 1953). Nel 1956 gli eredi di Elliott vendettero la loro quota agli Shubert, che poi vendettero la proprietà. Fu demolito nel 1960 e sul sito fu costruito lo Springs Mills Building, che fu completato nel 1963. Il teatro, costruito in un fiorente quartiere dei teatri, era l'ultimo locale di Broadway rimasto sotto la 41ª Strada.
Il teatro di Maxine Elliott ospitava circa 935 spettatori. Nel corso della sua vita ha ospitato una moltitudine di opere teatrali, tra cui opere originali di George Bernard Shaw, John Millington Synge, Lady Augusta Gregory, Lord Dunsany, Lillian Hellman e Somerset Maugham. Solo nove delle sue dozzine di produzioni erano musical, inclusa un'opera, See America First, di Cole Porter.

## Produzioni importanti

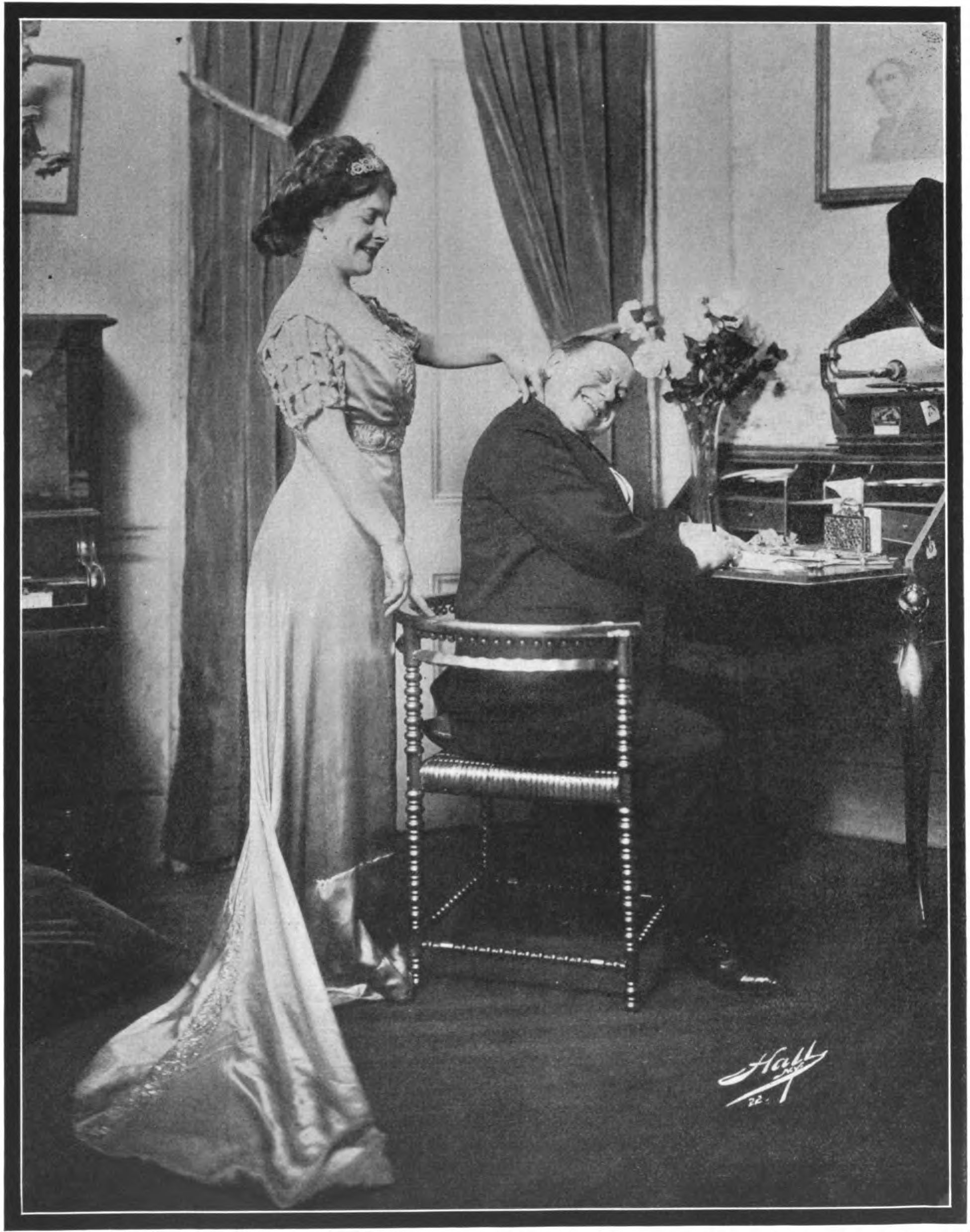
Mabel Barrison e Harry Conor in The Blue Mouse di Clyde Fitch (1909)

- 1908: The Chaperon starring Maxine Elliott (opening December 30, 1908)[3]
- 1909: The Blue Mouse by Clyde Fitch
- 1911: Riders to the Sea; The Playboy of the Western World
- 1916: See America First; How He Lied to Her Husband
- 1925: Hay Fever; The Master Builder
- 1926: The Constant Wife
- 1934: The Children's Hour
- 1936: Horse Eats Hat
- 1937: Doctor Faustus
- 1947: Vita di Galileo